# Кушке-Зер
Кушке-Зер (перс.  کوشک زر ‎) — село на севере Ирана, в остане Альборз. Входит в состав шахрестана Саводжболаг. Является частью дехестана (сельского округа) Чендар бахша Чендар.

## География
Село находится в центральной части Альборза, в предгорьях южного Эльбурса, на расстоянии приблизительно 17 километров к северо-западу от Кереджа, административного центра провинции. Абсолютная высота — 1532 метра над уровнем моря.

## Население
По данным переписи 2006 года население села составляло 495 человек (247 мужчин и 248 женщин). В Кушке-Зере насчитывалось 137 семей. Уровень грамотности населения составлял 68,08 %. Уровень грамотности среди мужчин составлял 68,83 %, среди женщин — 67,34 %.